# Bataille de Ratboř (1402)
Guerres des Margraves Morave
La bataille de Ratboř de 1402 ou le siège de Ratboř fut une opération militaire survenue durant l’hiver 1402-1403, lorsque les forces hongroises de Sigismond de Luxembourg, roi de Hongrie, attaquèrent et dévastèrent le village et la forteresse de Ratboř, situé à 6 km au sud-ouest de Kolín dans le Royaume de Bohême. Tenue par le bourgeois kutnohorské Martin Oderin, fidèle à Venceslas IV de Bohême, cette action s’inscrit dans la guerre civile de Bohême durant la troisième phase de la Guerres des Margraves Morave et la campagne de Sigismond pour soumettre les régions loyalistes lors du siège de Kutná Hora.

## Contexte
En décembre 1402, après l'envoie de Venceslas IV en captivité à Vienne en août 1402, Sigismond lança une offensive en Bohême avec une armée de 20 000 hommes, comprenant des Hongrois et des Coumans, stationnée près de Kolín. Son objectif principal était de s’emparer de Kutná Hora, Kolín , Poděbrady, des bastions de rébellions fidèle à Venceslas. Ratboř, possession de Martin Oderin, un riche bourgeois de Kutná Hora, fut ciblé dans cette campagne en raison de sa proximité avec Kolín et Kutná Hora, et de son refus d'obéir à sa Sigismond en restant fidèle à Venceslas IV.

## Bataille
Durant l’hiver 1402-1403, les troupes hongroises de Sigismond, opérant dans la région entre Kolín et Kutná Hora, attaquèrent d'abord Pašinka et ensuite Ratboř. La forteresse, mentionnée dès 1389, et le village furent assiégés et incendiés,. Les sources ne détaillent pas les combats, mais indiquent une dévastation totale par l’armée hongroise et un affrontement violent, suggérant une attaque brutale contre la garnison locale et les habitants dirigés par Martin Oderin. L’assaut fit partie d’une vague de pillages et de destructions touchant plusieurs villages de la région, tels que Čakovice et Pašiněves.

## Conséquences
La bataille ou le siège de Ratboř entraîna la destruction quasi complète du village et de sa forteresse. Les terres furent si gravement endommagées qu’un revenu de 10 kopy, auparavant versé à un autel à Kutná Hora, dut être transféré au domaine de Suchdol. L’église paroissiale, active jusqu’en 1402, cessa d’être mentionnée après l’attaque, et le village resta largement déserté jusqu’à sa lente reconstruction par le bourgeois Hanush de Pisek en 1405.